# Xã Ault, Quận St. Louis, Minnesota
Xã Ault (tiếng Anh: Ault Township) là một xã thuộc quận St. Louis, tiểu bang Minnesota, Hoa Kỳ. Năm 2010, dân số của xã này là 109 người.